# SSAT
SSAT(Secondary School Admission Test)는 미국 사립고등학교 입학 시험이다.
미국내에서는 정규적으로는 1, 2, 3, 4, 6 ,11, 12월에 년 7회 정규시험이 있고, 한국의 경우에는 1, 3, 4, 11, 12월에 연 5회 정규시험이 시행되고 있다.
전체 5개의 섹션으로 구성이 되며 유형은 객관식이며 각 25분 동안 영어와 수학을 평가하게 된다.
각 섹션은 Analogy Math 1, Synonyms, Math 2, Reading Comprehension 그리고 Essay로 나뉘어 있다.
Essay는 25분으로 정해져있으며, Essay는 굉장히 빨리 작성해야 하는 부분이다.